# Gelis sanguinipectus
Gelis sanguinipectus là một loài tò vò trong họ Ichneumonidae.